# The Arcs
The Arcs — американская рок-группа, основанная гитаристом и вокалистом The Black Keys Дэном Ауэрбахом. Ауэрбах объявил о работе над сторонним проектом после выступления на фестивале Governors Ball в 2015 году. Дебютный альбом The Arcs «Yours, Dreamily,» был выпущен лейблом Nonesuch Records 4 сентября 2015 года. Группа состояла из Леона Майклза, Ника Мовшона, Гомера Стейнвайза,Ричарда Свифта и Кенни Вогана при поддержке Mariachi Flor de Toloache.
The Arcs выступали на фестивале Коачелла в 2016 году вместе с Wayhome и Osheaga.

## Состав
- Дэн Ауэрбах — вокал, электрическая гитара, перкуссия, бас-гитара, клавишные, синтезатор
- Леон Майклз — орган Farfisa, синтезатор, электрическая гитара, электронная ударная установка, перкуссия, бас-гитара, фортепиано, клавишные, орган Хаммонда
- Ник Мовшон — бас-гитара
- Гомер Стейнвайз — ударная установка, перкуссия, бас-гитара, электрическая гитара
- Ричард Свифт — ударная установка, перкуссия, клавишные, электронная ударная установка, бэк-вокал, акустическая гитара, драм-машина
- Кенни Воган — баритон-гитара, электрическая гитара

### Непостоянные участники
- Flor de Toloache — вокал, бэк-вокал, труба, скрипка, виуэла, баритон-гитара, акустическая гитара, перкуссия

## Дискография

### Студийные альбомы
| Название         | Информация | Наивысшая позиция в чартах | Наивысшая позиция в чартах  | Наивысшая позиция в чартах  | Наивысшая позиция в чартах |
| Название         | Информация | США                        | США Альтернатива            | США Рок                     | СК                         |
| ---------------- | --- | -------------------------- | --------------------------- | --------------------------- | -------------------------- |
| Yours, Dreamily, | - Дата выпуска: 4 сентября 2015 года - Издатель: Nonesuch Records - Формат: компакт-диск, цифровое скачивание, грампластинка | 27                         | Сингл: «Outta My Mind» — 17 | Сингл: «Outta My Mind» — 27 | 40                         |

### Мини-альбомы
- The Arcs Vs. The Inventors, Vol. 1 (2015 год)

### Синглы
- «Tomato Can» (2015 год)
- «Stay In My Corner»/«Tomato Can» (2015 год)
- «My Mind» (2015 год)
- «Outta My Mind»/«My Mind» (2015 год)
- «Put A Flower In My Pocket» (2015 год)
- «Fools Gold» (совместно с Danger Mouse) (2015 год)
- «Lake Superior» (2016 год)
- «Watch Your Step» (2016 год)